# Design Your Universe
Design Your Universe este cel de-al cincilea album de studio al formației olandeze de muzică metal (simfonică și gotică), Epica. Fiind produs de Sascha Paeth, discul a fost lansat în Europa la data de 16 octombrie 2009. Înregistrările pentru acest disc au început încă din luna martie a aceluiași an, Tony Kakko, cântărețul grupului Sonata Arctica fiind un invitat special. Pentru a promova noul material discografic, Epica va susține un turneu în Europa și S.U.A. Design Your Universe este primul album care îl are pe Isaac Delahaye în postura de chitarist al formației.

## Ordinea pieselor incluse pe disc
Ediția standard
1. „Samadhi (Prelude)”
2. „Resign to Surrender (A New Age Dawns, Part IV)”
3. „Unleashed”
4. „Martyr of the Free Word”
5. „Our Destiny”
6. „Kingdom of Heaven (A New Age Dawns, Part V)”
7. „The Price of Freedom (Interlude)”
8. „Burn to a Cinder”
9. „Tides of Time”
10. „Deconstruct”
11. „Semblance of Liberty”
12. „White Waters” (împreună cu Tony Kakko de la Sonata Arctica)
13. „Design Your Universe (A New Age Dawns, Part VI)”

Cântec bonus
1. „Incentive”